# 3-برومو الفوران
3-برومو فيوران هو سائل، درجة غليانه مشابهة لدرجة غليان الماء(102.5-102.6 °م)، لكن كثافته أعلى من كثافة الماء (1.6606 غم\جم عند 20 °م).

## التخليق
3-برومو فيوران تم الحصول عليه كناتج ثانوي أثناء تفاعل حمض 3-برومو فيوريك مع هيدروكسيد الكالسيوم. بعد أربعة عقود تالية تم صنع هذا المركب بشكل متعمد كناتج رئيسي مرغوب، وبحصيلة أكبر. مؤخراً، تم تحضير 3-برومو فيوران بكمية جيدة من 4,3-ثنائي برومو فيوران من خلال استبدال على الموضع أورثو لبيوتيل ليثيوم.